# Hacienda y Caballerizas Simón I. Patiño
La Hacienda y Caballerizas Simón I. Patiño es una hacienda ubicada en el municipio de Quillacollo, en la región de los valles de Bolivia. Está a la altura del kilómetro 11 de la Avenida Blanco Galindo, propiamente en la serranía de Cotapachi a orillas del río Rocha.

## Historia
La hacienda y caballerizas de Simón I. Patiño data de la época colonial del siglo XIX, teniendo una memoria histórica de haber sido en principio "La Finca del General Esteban Arze(1765-1815)", caudillo del Alto Perú que luchó por la independencia americana. Luego fue comprado por Simón I. Patiño (1860-1947), considerado en su tiempo uno de los hombres más ricos del mundo. Durante la Guerra del Chaco esta hacienda fue donado al ejército boliviano.
Actualmente es el "Museo Militar Esteban Arze" donde se exponen fotografías, pinturas, utensilios y armamento de la "Historia del Ejército Boliviano".

## Patrimonio arquitectónico
Según ordenanza Municipal N.º 020/10 de fecha 6 de abril del 2010, es declarado Patrimonio Histórico y Arquitectónico del municipio de Quillacollo, a la Hacienda y caballerizas de Simón I. Patiño de Cotapachi.
Es declarada por la gobernación de Cochabamba por ley departamental N.º 1029, "Patrimonio Cultural Histórico y Arquitectónico del Departamento de Cochabamba". Se hizo entrega de esta declaratoria el 9 de septiembre de 2021 al batallón de la policía militar Esteban Arze.
La Hacienda y Caballerizas de Simón I. Patiño corresponde a una arquitectura colonial. Su diseño particular, tanto interior como exterior, resalta la "Gran Fachada de Balcón Corrido Abierto de Madera". El acceso principal se halla diferenciado por un portón de arco de medio punto y los ventanales superiores con arcos rebajados. Los muros portantes son de adobe macizo, los cimientos de mampostería de piedra y los revoques de barro propios de este estilo. La cubierta propia de la Arquitectura Colonial tiene una estructura de par y nudillo de madera de eucalipto, cañahueca y barro para el asentado de la teja muslera, características que le dan a la edificación cualidades señoriales y representativas de su época.